# Tom O'Sullivan
Tom O'Sullivan es un actor australiano, más conocido por haber interpretado a Tom Huppatz en la serie Rain Shadow y a Sean Sinclair en la serie Underbelly: The Golden Mile.

## Biografía
En 2001 se mudó a Sídney y entró a la prestigiosa escuela de teatro National Institute of Dramatic Art, NIDA.

## Carrera
Ha aparecido en numerosas obras de teatro como Stags and Hens, Antione, Terminus, Accrington Pals, Our country's Good, Hot Fudge, Away, Macbeth, Night and Day, Starcrossed, The Dark Room, The Little Dog Laughed, entre otras...
En el 2006 apareció como invitado en la exitosa y aclamada serie australiana Home and Away donde interpretó a Keith Harris.
En el 2007 apareció en un episodio de la serie Fair City e interpretó a Tom Huppatz varios episodios de la serie Rain Shadow.
En el 2010 apareció en la tercera temporada de la serie oiliciaca y de crimen Underbelly: The Golden Mile donde interpretó a Sean "Gunter" Sinclair, un detective corrupto de Kings Cross.
Ese mismo año se unió al elenco principal de la serie policiaca Cops: L.A.C. donde interpretó al Oficial Mayor Nathan Holt. En noviembre del mismo año y después de una temporada la serie fue cancelada por la cadena Nine debido a la baja audiencia.
En el 2013 se unió al apareció como invitado en la sexta temporada de la serie Packed to the Rafters donde interpretó a Craig, un acompañante que tiene una breve relación con Emma Mackey (Zoe Cramond). Ese mismo año apareció como personaje recurrente de la serie Wonderland donde interpreta a Adam Evans, hasta ahora.
En el 2014 apareció como invitado en un episodio de la segunda temporada de la serie A Place to Call Home donde interpretó a John "Jack" Duncan Snr., el padre de Jack Duncan (Craig Hall).
A finales de noviembre del 2016 se anunció que Tom aparecería en la popular y exitosa serie australiana Home and Away donde dará vida a Brian en el 2017.

## Filmografía[3]

### Series de televisión
| Año             | Serie                       | Personaje               | Notas                                   |
| --------------- | --------------------------- | ----------------------- | --------------------------------------- |
| 2017 - presente | Home and Away               | Brian                   | -                                       |
| 2016            | Molly                       | Michael Shrimpton       | 2 episodios - miniserie                 |
| 2015            | When We Go to War           | William                 | 6 episodios - miniserie                 |
| 2014            | A Place to Call Home        | John "Jack" Duncan Snr. | episodio "The Ghosts of Christmas Past" |
| 2013            | Wonderland                  | Adam Evans              | 4 episodios                             |
| 2013            | Packed to the Rafters       | Craig/Logan             | 5 episodios                             |
| 2010            | Cops: L.A.C.                | Nathan Holt             | 13 episodios                            |
| 2010            | Underbelly: The Golden Mile | Sean "Gunter" Sinclair  | 11 episodios                            |
| 2007            | Rain Shadow                 | Tom Huppatz             | 6 episodios                             |
| 2007            | Fair City                   | Vincent Dunne           | episodio # 18.178                       |
| 2006            | Home and Away               | Keith Harris            | episodio # 1.4216                       |

### Películas
| Año  | Película                 | Personaje                              | Notas                                                                                  |
| ---- | ------------------------ | -------------------------------------- | -------------------------------------------------------------------------------------- |
| 2014 | Observance               | Bret Buchanan                          | junto a Stephanie King, Brendan Cowell, John Jarratt, Benedict Hardie y Lindsay Farris |
| 2014 | A Man on the Edge        | Adam Western                           | corto - junto a Cheree Cassidy, Liam Challenor, David Anderson y Deborah Webber        |
| 2014 | The Reckoning            | Connor                                 | junto a Luke Hemsworth, Viva Bianca, Hanna Mangan Lawrence y Jonathan LaPaglia         |
| 2013 | Refuge                   | David                                  | corto - junto a Fayssal Bazzi                                                          |
| 2013 | Invisible                | -                                      | corto - junto a Andrea Demetriades y Richard Green                                     |
| 2012 | Portrait of a Zombie     | Vecino                                 | corto - junto a Patrick Murphy, Geraldine McAlinden, Rory Mullen y Diane Jennings      |
| 2011 | Commercialisms           | Actor                                  | corto - junto a Felix Williamson                                                       |
| 2009 | X-Men Origins: Wolverine | Supervisor                             | -                                                                                      |
| 2009 | Reality Survivor         | Tommy Bel Castro                       | -                                                                                      |
| 2008 | 8.5 Hours                | Martin                                 | junto a Lynette Callaghan y Victor Burke                                               |
| 2008 | Inspector Number Nine    | Número 2                               | -                                                                                      |
| 2008 | Fool's Gold              | Miembro de la Tripulación Precious Gem | junto a Harli Ames y Edwina Ritchard                                                   |
| 2008 | Grey                     | Oldman                                 | -                                                                                      |
| 2007 | The Course               | Ford                                   | -                                                                                      |
| 2005 | Boys Grammar             | Nick                                   | -                                                                                      |

### Teatro
| Año  | Obra                   | Personaje     | Director (a)   | Teatro               | Notas                                                                          |
| ---- | ---------------------- | ------------- | -------------- | -------------------- | ------------------------------------------------------------------------------ |
| 2011 | Cat On A Hot Tin Roof  | Brick Pollitt | Kate Cherry    | -                    | junto a Cheree Cassidy, Carol Burns, John Stanton, Daniel Murphy y Hugh Parker |
| 2010 | The Deep Blue Sea      | -             | Michael McCall | Playhouse Theatre    | junto a James Helm, Michael Loney & Greg McNeill                               |
| 2010 | The Little Dog Laughed | Mitchell      | Michael Gow    | Cremorne Theatre     | junto a Nick Cook, Caroline Kennison & Melanie Zanetti                         |
| 2009 | The Dark Room          | Craig         | -              | -                    | junto a Jacinta John                                                           |
| 2008 | Death of a Salesman    | -             | Sandra Bates   | York Theatre         | junto a Norman Coburn, Jacki Weaver, Olivia Pigeot, Michael Ross & Sean Taylor |
| 2007 | Dying City             | Peter         | Stephen Colyer | Darlinghurst Theatre | junto a Saskia Smith                                                           |
| -    | Terminus               | Policía       | Joseph Uchitel | Darlinghurst Theatre | junto a Mark Constable, Tamara Cook & Laurence Coy                             |